# 長春集團
長春集團（英語：Chang Chun Group；簡寫：CCPG），為台灣石化企業，主要產品與製程佔80%皆屬於自行研發，旗下事業產品橫跨工程塑膠、電子材料化學品、成形材料、塑料添加、接著劑、紡織類、藥用中間體、工業中間體、樹脂類、水處理、包裝材料等類型。

## 歷史
- 1949年7月，廖銘昆、林書鴻[1]與鄭信義合資成立長春人造樹脂廠，為長春集團的開端[2]。
- 2014年1月1日，長春集團成立總管理處，廖銘昆之子廖龍星任董事長，林書鴻任總裁，鄭信義任副總裁。[3]
- 2018年長春集團在苗栗的9座銅箔廠中，每年產量超過10萬公噸，換算將產製超過4000萬米的銅箔，產量穩居全球市佔第一[4]；此外Panasonic、Sony與Samsung，乃至各車廠的鋰電池，皆用長春銅箔。

## 關係企業

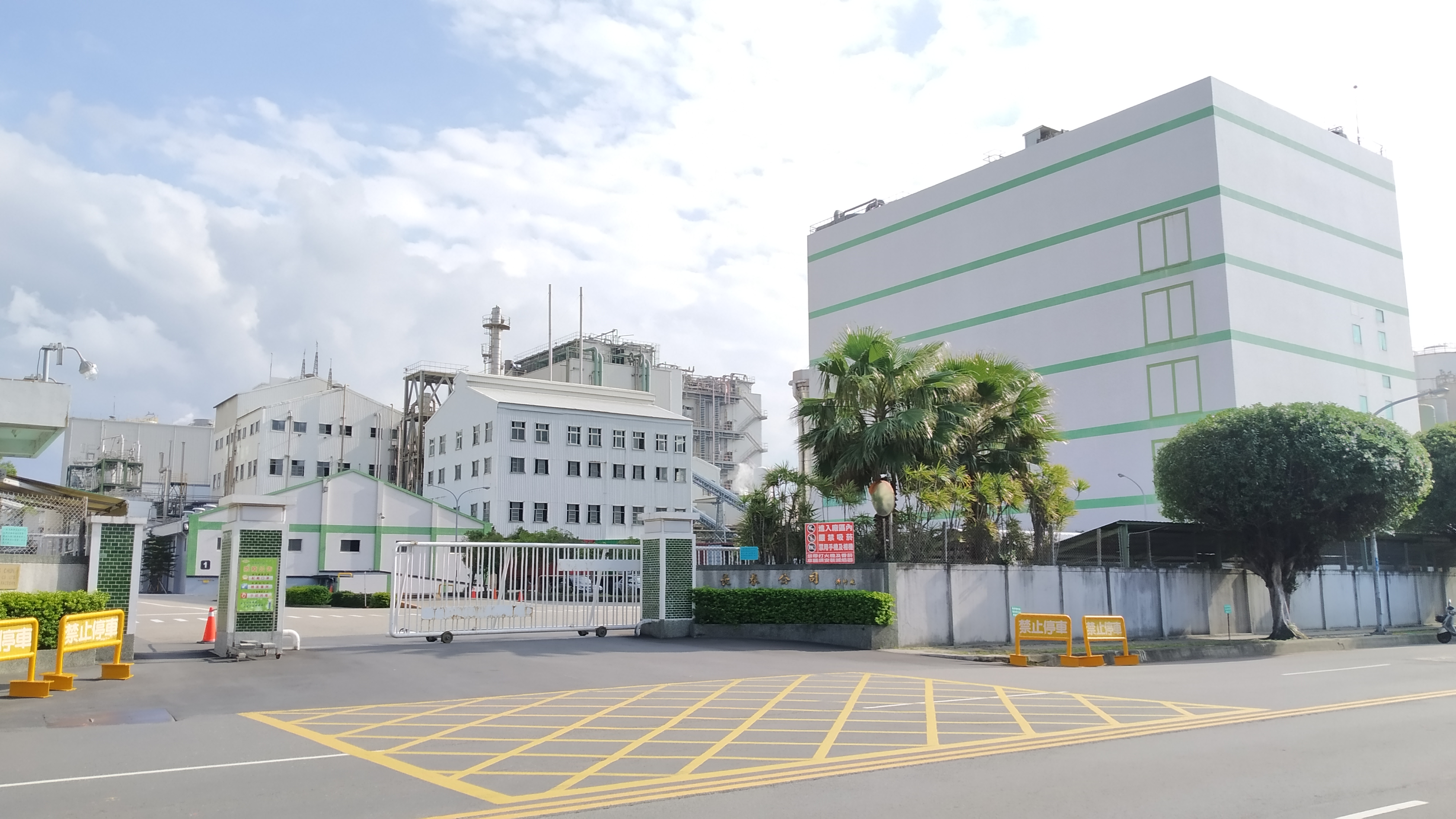
位在新竹工業區的長春石化

### 旗下核心事業
- 長春人造樹脂廠股份有限公司
- 長春石油化學股份有限公司
- 大連化學工業股份有限公司
- 台豐印刷電路工業股份有限公司
- 信昌化學工業股份有限公司

### 合資支援事業
- 台灣寶理塑膠股份有限公司
- 台灣住友培科股份有限公司
- 長捷士科技股份有限公司
- 吉林化工股份有限公司
- 住工股份有限公司
- 長江化學股份有限公司
- 台灣東應化股份有限公司

### 海外投資事業
- 長春化工（江蘇）有限公司
- 長春化工（盤錦）有限公司
- 長春化工（漳州）有限公司
- 長春封塑料（常熟）有限公司
- 艾迪科精細化工（常熟）有限公司
- 長春應化（常熟）有限公司
- 長龍化工（深圳）有限公司
- 長連旭（上海）貿易有限公司
- 長春日本公司

## 相關新聞
2021年末，由台塑集團領頭、中鋼、中油與長春石化共組「鋼化聯產」；長春集團以全球首創技術，在雲林麥寮廠所排放出的CO2製造出醋酸，使其每年能夠穩定消化12萬噸的二氧化碳排放，並量產出60萬噸醋酸。
2016年長春集團創辦人之一廖明昆女兒廖佳玲先前因與外遇的丈夫離婚，遭其夫在法院上要求高額財產分配（夫妻剩餘財產分配），纏訟多年後2022年，經法官裁決，廖佳玲須給付前夫高達新台幣1.8億元的剩餘財產，創下近年法院分配夫妻剩餘財產的最高紀錄。

## 外部連結
- 長春企業集團網站 （页面存档备份，存于）（繁體中文）（简体中文）（日語）（英文）